# Se・きらら
『se・きらら』（せきらら）は、日本のアダルトゲームである。フィギュア制作を主とするマックスファクトリーのブランド「native」の作品。当初は定価8,800円で販売される予定だったがその後無料とすることが発表され、2010年3月26日から2011年7月まで無料ダウンロードが行われた。登場キャラクターのフィギュアが付属する限定版は2,800円で販売されている。製品として通用するゲームが無料配布されたことはアダルトゲーム業界において前例が無く、2010年6月30日には10万ダウンロードを達成するなど反響を得た。2011年には月刊コンプティークにてコミカライズされた。

## 概要
母体企業であるマックスファクトリーが、自社コンテンツによるフィギュア等の展開を意図して制作した作品で、実際に登場キャラクターのアクションフィギュア『figma』が製作されている。当初は限定版だけでなく通常版も有料での販売を予定していたが、販売開始直前にマックスファクトリー社長で本作の総合プロデューサーでもあるMAX渡辺の判断で急遽無料配布となった。無料化によって得られたユーザーがそのままフィギュア等の潜在的な顧客となることで事業展開に可能性を広げた。
通常版については2010年3月26日に秋葉原で、27日に日本橋で配布イベントが行われ、DVD媒体が頒布された。同時にダウンロードも開始され、ニコニコ動画よりダウンロードできていたが、2011年2月28日をもって一旦終了し、その後コミカライズに伴って2011年7月末まで延長された。
同人活動を除くとアダルトゲームは専業で制作を行う人物が多い中、本作は平山まどかや堀井久美、上江洲誠など制作陣の多くがアニメ業界関係者である点が特徴となっている。元々アニメ業界関係者が作ったアダルトゲームとして一部で話題になっていたが、アダルトゲームとしては異例の無料配布と言う形を取ったために話題となり、通常版は配布当日は長蛇の列が出来て直ぐに配布を終了する程の人気ぶりであった。また『figma 神楽亜矢 モーニングコーヒーver.』が付いた限定版は販売数が少なかったため、こちらもすぐに完売。通販では限定版BOXは予約出来るサイトがごくわずかに限られていたため、予約を開始して早々にアクセスが殺到しすぎてしまい、サーバーがパンクするなどしてアクセス不能となり、「予約がしたくてもアクセスエラーなどで通販サイトに全く繋がらず、そのうちに予約自体が終了してしまった」と言うトラブルが頻発するほどの騒ぎとなった。予約受付はすぐに終了してしまったため、当然ながら入手出来たファンは少なく、これが下記のプレミア化の発端になってしまっている。
主人公達の住む「妻戸」のモデルとなったのはマックスファクトリーが所在する千葉県松戸市で、タイトルロゴの背景にある葉は松戸市の市の木に指定されているユーカリの葉である。
2010年4月16日より、著作権侵害の疑いにより無料配信が停止された。なお、著作権を侵害したと思われる問題となった画像を全て差し替えた新バージョンの配信が2010年5月18日より再開され、同時に修正パッチの配信も開始された。

## プレミア化
ダウンロードを主体とした配布を展開しているため、通常版DVD媒体と限定版BOXの流通量は非常に少なく、どちらもDVD媒体が無料配布という特殊な販売方法のために販売価格が付けられず、「ゲームそのものの入手は簡単なものの、DVD媒体は中古専門のゲームショップで見かける事はまず無く入手が最困難」と言う、非常に珍しいケースのアダルトゲームとなっている。ただし限定版BOXは「figma中古品」扱いとして稀に中古専門ショップで売られている事がある。
また限定版についてはファンの大きな要望で再発売となったものの、再発分は著作権問題の発覚で問題画像を修正した新バージョンでの発売となったため、修正前の旧バージョンの通常版DVD媒体と限定版BOXは特に希少となってプレミアが付いており、秋葉原や池袋等のグッズ専門店やネットオークションなどでは高値で取り引きされている。

## ストーリー
舞台はとある地方都市の妻戸市。主人公の「上条咲」は、幼なじみたちの猛烈な後押しもあり、なかば流されるように猛勉強したすえに、入学するには努力が必要な進学校、秦心学園に無事入学を果たす。動機は自発的なものではなかったとはいえ、咲はみずからの努力で勝ち取った入学に達成感を感じ、驚きと喜びに満ちた世界に胸躍らせる。
しかし、咲を待ち受ける学園生活は想像以上に波瀾万丈なものだった。学園で咲が出会うのは、元気はつらつすぎるお嬢様「神楽亜矢」、寡黙だがそれゆえに人の温もりを求める謎の多い病弱な転校生「秋山望美」、いつもひとりで本を読み、心を開かない「深雪真奈」をはじめとする一癖も二癖もある少女たち。そして、心優しい幼なじみの「河村優」や憧れの先輩「志津野泉」。彼女たちとの出会いと冒険が、咲を強く変えていく。

## 登場人物
上条 咲（かみじょう さき）
声 - 石川ゆうすけ(漫画版ムービー)
主人公。奏心学園1年B組。咲という名前だが男性で、特にコンプレックスの描写も無い。
両親の転勤で入学と同時にアパートで一人暮らしを始めるが、ぐうたらな性格のために幼馴染である優と泉からは心配されている。成績も赤点ぎりぎりで、奏心学園に入学できたのは優と泉による特訓があってのこと。もちろん主人公らしく、やるときはやる性格。因みに彼のアパートの部屋の壁には、バック・トゥ・ザ・フューチャーと思しきポスターが貼ってある。
実は封印された過去と秘密を持っており、その事については隠しシナリオである「リ・se・きらら」で明らかとなる。
河村 優（かわむら ゆう）
声 - 佐々留美子
9月3日生まれのO型。身長153cm、スリーサイズ：80-55-77cm。
咲の幼馴染の一人で、彼を「咲ちゃん」と呼ぶ。奏心学園1年B組。
咲の世話をする事を日課としている。そのため家事全般が得意で、料理にいたっては亜矢から一流シェフを上回るとも言われている。その料理に惚れ込んだ亜矢と望美からは、嫁宣言をされている。何故か化学部に入部するが、「化学部対抗スイーツコンテスト」なるものが普通に在るため化学部のエースとなり、部活動でも料理しかしていない。
昔から咲に好意を寄せていたが、他のヒロインのルートでは素直に祝福する。なお、他のヒロインはルート確定以降にストーリーに影響する選択肢が無いが彼女のルートのみバッドエンドが存在する。
幼い頃は料理が得意ではなかったが、ある事をきっかけに本格的に料理をするようになり上達していった。
おませな妹弟に囲まれているため、咲の部屋でエロ本を見つけても「男の子なら当たり前」と笑って受け流す。
神楽 亜矢（かぐら あや）
声 - 青山ゆかり
1月25日生まれのB型。身長：160cm、スリーサイズ：86-57-81cm。
名門と誉れ高い神楽財閥の一人娘。奏心学園1年B組クラス委員長。優とは学園受験の時に席が隣同士だった事から顔見知りとなり、同じクラスになった事で親友になった。
大金持ちのお嬢様なうえ、容姿端麗、頭脳明晰、運動神経抜群、絵画やバイオリンでもコンクールに入選するという完璧人間で、入学前は名門クラスのお嬢様が集う奏心学園でもひときわ高い注目度を誇っていた。しかし、それを鼻にかけることも無い明るく気さくな性格で、誰とでも友達になってしまう。
お嬢様ではあるが、「家は家、私は私」を信条としており、決して両親に甘える事は無く、他人には甘いが自分には厳しい努力家である。
唯一家事（料理）は不得手だが、お嬢様ゆえ必要が無かっただけで才能が無いわけではない。その苦手だった料理も親友の優からレシピを教わり、上達していく様子が描かれている。
仕切り屋で、負けず嫌い、また他人を巻き込む性格ではあるが、それに見合うだけの能力や指導力があり、優しくて友達思いで、常識もわきまえているため、嫌う人の方が少ない。
父親から護身術（合気道）を習っている。彼女の性格上、滅多に使うことはないが相当鍛えられているようで、彼女のシナリオでは不良を豪快に投げ飛ばすシーンが見られる。
奏心学園に入学するまでは女子校生活だったため、共学校の恋愛感に対しては興味津々な様子である。
名門家の一人娘ゆえ、常にSPが近くに隠れていて彼女を守っている。ただし、神楽家は「普通の家庭生活」を信条としているため、両親の命令や命の危険に晒される等の余程の事がない限り、滅多な事ではSPが動くことは無い。
公式サイトの人気投票では、2位の優に1401票差をつけて1位となっており、その記念としてウエディングドレスを着た亜矢の壁紙が作られた。
実家では数多くのネコを飼っており、いずれも『聖闘士星矢』に登場する黄金聖闘士、及び同アニメ版でサガが成りすましていたアーレス（父親の「それはゴールドじゃない……」という台詞もある）から名前が取られている。おまけに『カグラエクスクラメーション』なる連携技まで披露している。
深雪 真奈（みゆき まな）
声 - 瀬戸野蛍子
11月11日生まれのAB型。身長：159cm、スリーサイズ：78-56-78cm。
奏心学園1年B組風紀委員。ただし役職は授業をサボっている間に押し付けられたもので、やる気は無い。
授業をサボって保健室で寝ていることも多く、同じく保健室を多用する望美や保険医の安子先生との関わりがよく描かれている。
かなりドライな性格で他人との馴れ合いを嫌い、クラスから浮いていることを心配する亜矢をうっとうしく思っている。しかし負けず嫌いなのを見透かされて、体育では亜矢のパートナーにされて張り合いながらも良いコンビとなっている。また、実かかなりの照れ屋でもあり、それを見透かした望美に翻弄されたりもしている。
本当は明るくオープンでノリの良い性格の少女なのだが、下記の通りの苦労人なため、学園内では他人に対して斜に構える様になっていて昼と夜の顔を持っている。しかし、彼女のシナリオではある事がきっかけとなり、本来の性格を解放する。
生活費と趣味に使うお金を自分の力だけで賄っている苦労人で、放課後はいくつものアルバイトを掛け持ちしており、メイドカフェでは普段の態度からは信じられないほどの愛嬌を振りまくことも可能。
主人公と同じくアパートで一人暮らしをしているが、趣味に理解を示さない実家の両親とは仲が悪く、半ば家出状態で実家を飛び出して一人暮らしをしているため、アルバイトを掛け持ちしないと生活できない悪循環な状況に陥っている。
その環境ゆえ、実家暮らしで親に甘えたり脛をかじっているような生活をしている人を好ましく思っておらず、そのような人間を軽蔑している節が随所で見られる。
彼女のシナリオをクリアした時のみ、エンディングが特別なボーカル曲になる。
秋山 望美（あきやま のぞみ）
声 - みる
3月20日生まれのB型。身長：138cm、スリーサイズ：70-48-68cm。
奏心学園1年B組。入院していたため5月からの転入生。
背が低くて童顔なために小学生と見間違うほどのロリっ娘。
物事をぶっきらぼうに話す不思議少女で重度の世間知らず。 ただし、ぶっきらぼうなのは感情の表し方を知らないだけで、本来は優しい心の持ち主。しかもノリが良い性格なため、咲や真奈を翻弄したり亜矢や優の暴走に喜んで付き合ったりしている。
いつも腹ペコだが、小動物オーラを発生させているのかクラスメイトや商店街の人たちが色々な食べ物を恵んでくれる。
だが、彼女の存在こそがこのゲームにとって最も重要な要素となっている。
志津野 泉（しづの いずみ）
声 - 遠野そよぎ
7月12日生まれのA型。身長：164cm、スリーサイズ：90-58-82cm。
咲の幼馴染の一人。奏心学園2年。この春から制服が変わったため、上級生である彼女は他のヒロインと違う制服を着ている。家は由緒正しい神社。
咲や優より1つ年上だが、優よりウブ。優ほどではないが家事は得意で、優の都合が付かない場合は泉が咲の世話をしている。昔は二人を引っ張り廻すほどのお転婆だったらしい。
水泳部に所属し、水の抵抗の大きそうなナイスバディとは裏腹に全国レベルの成績を誇る。
実は先祖代々伝わる家業をこなしている。その事は機密事項で主人公を含めて誰にも明かすことが出来ず、それが彼女の心を痛めている。
藤巻 安子（ふじまき やすこ）
声 - さくらはづき
奏心学園養護教諭、兼1年B組担任。
本来の担任が事故で入院したため、臨時の担任となる。自己紹介の際に「安子」を「あんこ」と読まれたため、「あんこ先生」と呼ばれるようになる（昔からそのあだ名で呼ばれていたらしい）。
カウンセラーの資格も持つ大人の女性だが、押しが弱いためにクラス運営は亜矢に頼りきりで、彼女に泣きつくことも。
一見単なる脇役にしか見えない彼女も、実は主人公と同じく隠された過去を持っており、その真実は隠しシナリオの「リ・se・きらら」で明らかになる。
水樹 将太（みずき しょうた）
声 - 鈴木智晴
進学前からの咲の悪友。奏心学園1年B組。
典型的なムードメーカー。行動力と実行力はあり、学園祭や亜矢発案の全校イベントでは実行委員として辣腕を振るう。咲とは違い赤点で騒ぐ様子も無いため、成績も問題無いらしい。
女の子に囲まれる咲を羨ましがりつつもからかうことが多く、他作品の類似キャラクターと違い女の子にがっついた様子はない。エロゲーは好き。
しかし、隠しシナリオの「リ・se・きらら」では悲劇の結末を迎える。
鶴田 舞（つるた まい）
声 - 鶴屋春人
奏心学園1年B組。入学してからの優の友人で、一緒に化学部に入部し二人でスイーツ作りに勤しんでいる。
立ち絵やイベントグラフィックがある女性クラスメートでは唯一、攻略対象ではない。
隠しシナリオである「リ・se・きらら」には、何故か序盤の一場面を除いて全く登場せず、台詞も一切無い。
河村 恋
声 - 木下鈴
優の妹で、愛の双子の姉。歳の割にはませていて優よりも恋愛や性に対して積極的。落ち込んでいた咲を慰めるために裸や着エロ写メを送ったり、煮え切らない優の背中を押すために、冗談めかしながらも咲を狙っちゃおうかなと言ったり。基本的には咲の事を気に入っている。
河村 愛
声 - 鶴屋春人
優の弟で、恋の双子の弟。姉の恋と同じく咲を慰めるためにエロ写メを送ったり、恋と一緒になって同性である咲を狙おうかと言ってみたり。咲の事はかなり気に入っている様子。
MANA（マナ）
声 - 瀬戸野蛍子
商店街で路上ライブを行っているストリートミュージシャン。ライブは商店街公認で、熱狂的ファンが居るほどの人気。
何故か咲達のことを知っていて、ヒロインのピンチを咲に伝えたりするなど各ルートで顔を出す。
その正体は深雪 真奈。昼はドライな性格の彼女だが、夜は明るく積極的でノリの良い少女になる。本来はこちらが本当の真奈の姿である。
優からは名前で正体をある程度は感付かれていたものの、性格が極端に違うためか同一視される事は無く、彼女のシナリオで正体が明らかになった時は亜矢でさえ驚愕していた。

## リ・se・きらら
優、亜矢、真奈、望美、泉のヒロイン5人を全て攻略することで出現する隠しシナリオ。この世界の秘密と真実が明かされる。
望美ルートに在った謎に対する答えが主軸で、一応全ヒロインのルートとも話が繋がっている。
このルートのメインヒロインは藤巻安子だが、当の安子は早々に退場しており（しかしラストに登場）、望美ルートの望美がリ・se・きららルートの望美に憑依する形で登場している。
このルートで元の世界に帰らないことを選択すると、最後のCGが安子のアルバムではなく、リ・se・きららをクリアするまで空白のままだった亜矢のアルバム最後の一枚として載る。

## スタッフ
- 原作 - チームse・きらら
- 総合プロデューサー - MAX渡辺
- 原画 - 平山まどか、堀井久美、田畑寿之
- 脚本 - 秋史恭、姫ノ木あく、日暮茶坊、秋月ひろ、関根聡子
- 脚本総監修 - 上江洲誠
- OPムービー - AIC
- BGM - Peak A Soul+

## 主題歌・挿入歌
全てランティスより発売。
オープニングテーマ「セ・キララ」
作詞：こだまさおり / 作曲：俊龍 / 編曲：鈴木マサキ / 歌：橋本みゆき
エンディングテーマ「rebirth」
作詞：橋本みゆき / 作曲：俊龍 / 編曲：末廣健一郎 / 歌：橋本みゆき
（「セ・キララ」のカップリング曲）
エンディングテーマ2「FLOWER」
作詞：Duca / 作曲・編曲：黒須克彦 / 歌：MANA（瀬戸野蛍子）
（通常は挿入歌だが、真奈ルートをクリアした時のみエンディングテーマとなる）
挿入歌「VOICE」
作詞：Duca / 作曲・編曲：黒須克彦 / 歌：MANA（瀬戸野蛍子）
（「FLOWER」のカップリング曲）

## 漫画版
原画を担当した堀井久美作画によりコンプティークにてコミカラライズ化され、2011年8月号から12年3月号まで連載された。2011年7月22日には漫画版の1話と2話にあたる部分がフルボイスムービーで公開された。
2012年5月10日にコミックが発売され、さらに同日発売のコンプティーク6月号から新シリーズse.きらら～ずっと一緒でいいですか？～の連載が始まった。
1. se.きらら ISBN 978-4041202401

## 関連商品
- se・きらら制服figmaシリーズ

河村 優 制服ver.（2010年8月発売）
神楽亜矢 制服ver.（2010年9月発売）
秋山望美 制服ver.（2010年10月発売）
志津野泉 制服ver.（2010年11月発売）
深雪真奈 制服ver.（2010年12月発売）